# Yoo So-young
Yoo So-young (hangul: 유소영; nascida Joo So-young em 29 de março de 1986), mais profissionalmente conhecida apenas como Soyoung (hangul: 소영) é uma atriz e modelo sul-coreana. Ela ficou mais conhecida por ter sido integrante grupo feminino After School. Soyoung deixou o grupo em 29 de outubro de 2009, e voltou como atriz em 2010.

## Filmografia

### Dramas
| Ano  | Título                       | Papel                                           |
| ---- | ---------------------------- | ----------------------------------------------- |
| 2009 | You're Beautiful             | Ex-integrante da escola (participação especial) |
| 2011 | The Women of Our Home        | Lee Se-ra                                       |
| 2012 | Dream High 2                 | Park Soon-dong                                  |
| 2012 | Ms Panda And Mr Hedgehog     | Kang Eun-bi                                     |
| 2013 | Came To Me And Became A Star | Jeong-ah                                        |
| 2014 | You're Only Mine             | Kang Sung-ah                                    |
| 2015 | High Society                 | Jang So-hyun                                    |
| 2017 | Beastie Girls                | Ji-yeon                                         |